# 孫謹珠
孫謹珠（韓語：손근주），韓國電視劇、電影編劇。

## 作品

### 電視劇
- 2008年：MBC《大象》
- 2008年：MBC《那位要來了》
- 2009年：MBC《質量保证班zero》
- 2012年：MBC《媽媽是什麼》
- 2015年：MBC《甜蜜殺氣的家族》
- 2020年：SBS《便利店新星》

### 電影
- 2010年：《不良男女（朝鲜语：불량남녀）》（角色創作）
- 2012年：《家門的榮光5－家門的歸還（朝鲜语：가문의 귀환）》
- 2018年：《叛亂的玫瑰（朝鲜语：배반의 장미 (영화)）》

### 綜藝節目
- 2009年：MBC《蜜罐子》

## 外部連結
- NAVER搜索